# Rânes
Rânes – miejscowość i gmina we Francji, w regionie Normandia, w departamencie Orne.
Według danych na rok 1990 gminę zamieszkiwało 1015 osób, a gęstość zaludnienia wynosiła 30 osób/km² (wśród 1815 gmin Dolnej Normandii Rânes plasuje się na 220. miejscu pod względem liczby ludności, natomiast pod względem powierzchni na miejscu 24.).